# Vladímir Toporov
Vladímir Nikoláyevich Toporov (en ruso: Владимир Николаевич Топоров; 5 de julio de 1928 – 5 de diciembre de 2005) fue un destacado filólogo y lingüista ruso asociado con la escuela semiótica de Tartu-Moscú.
Toporov fue autor de más de 1500 obras, entre las que se encuentran Ajmátova y Dante (1972), Hacia la reconstrucción del rito indoeuropeo (1982), Eneas: un hombre del destino (1993), Mito. Rito. Símbolo. Imagen (1995), Santidad y santos en la cultura espiritual rusa (1998) y Texto de Petersburgo de la literatura rusa (2003). Además se encargó de traducir el Dhammapada de la religión budista al ruso y supervisó la elaboración de un diccionario de 5 volúmenes del idioma prusiano antiguo.
Entre los premios y condecoraciones de Toporov destaca el Premio Estatal de la URSS del año 1990, el cual rechazó para expresar su protesta contra las políticas represivas de la administración soviética en Lituania, la primera edición del Premio Solzhenitsyn en 1998 y el Premio Andrei Bely del año 2004. Fue miembro de la Academia de Ciencias de Rusia y de muchas otras sociedades académicas.